# Malin Sjöberg-Högrell
Malin Sjöberg Högrell, född 1 september 1972 i Enköpings församling i Uppsala län, är en svensk politiker (liberal) och civilekonom. Hon är sedan valet 2018 regionråd i Region Uppsala.  

## Biografi
Malin Sjöberg Högrell studerade till grundskollärare årskurs 1–7 vid Uppsala universitet och tog examen i januari 1996. Därefter studerade hon till civilekonom vid samma lärosäte och tog civilekonomexamen år 2000. [källa behövs]

### Politisk karriär
Sedan januari 2019 är Malin Sjöberg Högrell regionråd på heltid i Region Uppsala. Hon var ordförande i sjukhusstyrelsen för Akademiska sjukhuset åren 2019-februari 2024. Numera är hon andre vice ordförande i vårdstyrelsen.
Hon valdes in i Liberalernas partistyrelse vid landsmötet i november 2023.
Den 13 maj 2025 valdes Sjöberg-Högrell till Liberala kvinnors nya förbundsordförande. Hon efterträdde Cecilia Elving på posten.

### Särskild utredare
I november 2024 utsågs Sjöberg Högrell till särskild utredare för 2024 års jämställdhetsutredning. Hon ska följa upp och sammanfatta resultaten av fem jämställdhetspolitiska delmål för 2017–2023 samt föreslå åtgärder. Utredningen ska redovisas senast den 29 maj 2026.